# Hadronomas puckridgi
Hadronomas puckridgi és una espècie extinta de marsupial diprotodont de la família dels macropòdids que visqueren al continent australià durant el Miocè superior. Se n'han trobat restes fòssils a Queensland i el Territori del Nord (Austràlia). Es tracta de l'única espècie del gènere Hadronomas reconeguda actualment, tot i que hi ha material que data del Pliocè superior que podria correspondre o bé al mateix H. puckridgi o bé a una espècie nova d'Hadronomas. El nom genèric Hadronomas significa 'nòmada fort', mentre que el nom específic puckridgi li fou assignat en honor de P. L. Puckridge, propietari dels terrenys on se'n descobriren les restes en el moment de les excavacions inicials.